# Whisper House
Whisper House è il sesto album in studio del cantautore Duncan Sheik, primo pubblicato sotto l'etichetta RCA Victor. Il primo singolo estratto è Earthbound Starlight.
L'album contiene una selezione di brani per un imminente musical teatrale intitolato Whisper House, con libretto e testi aggiuntivi di Kyle Jarrow, per la regia dell'attore Keith Powell.

## Tracce
Tutte le canzoni sono scritte da Duncan Sheik
1. "Better to Be Dead"
2. "We're Here to Tell You"
3. "And Now We Sing"
4. "The Tale of Solomon Snell"
5. "Earthbound Starlight"
6. "Play Your Part"
7. "You've Really Gone and Done It Now"
8. "How It Feels"
9. "I Don't Believe in You"
10. "Take A Bow"
11. "The Ghost In You" (iTunes bonus track)